# Jerry Krause
Jerome Richard Krause, detto Jerry (Chicago, 6 aprile 1939 – Chicago, 21 marzo 2017), è stato un dirigente sportivo statunitense, attivo per lungo tempo nella NBA prima come scout e poi nel ruolo di general manager. Dal 2017 è uno dei membri del Naismith Memorial Basketball Hall of Fame.

## Biografia

### Inizio carriera
Krause, cresciuto a Chicago, giocò a baseball a livello di High School nel ruolo di ricevitore. La sua carriera sportiva continuò alla Bradley University fino al ritiro a causa di un infortunio alla spalla. Dopo la laurea cominciò a lavorare come scout NBA per la squadra dei Baltimore Bullets, guadagnando in breve tempo la fama di ottimo talent scout. Per il Draft NBA del 1967 suggerì ai Bullets la scelta di Phil Jackson, all'epoca giovane ala dall'Università del Nord Dakota. I Bullets fecero un'altra scelta, ma Krause e Jackson rimasero in contatto negli anni successivi collaborando in alcune occasioni professionali.
Dopo qualche anno con i Bullets, Krause passò ad altre squadre NBA: Phoenix Suns, Philadelphia 76ers, Los Angeles Lakers e Chicago Bulls prima di cambiare sport e lavorare, sempre come scout, per i Chicago White Sox nella MLB di baseball. Nel 1985 tornò nella NBA chiamato da Jerry Reinsdorf, nuovo proprietario dei Chicago Bulls, per il ruolo di General Manager con il compito di costruire intorno a Michael Jordan una squadra vincente.

### Chicago Bulls
Nel draft del 1987 Krause scelse due giocatori che diventarono colonne portanti della squadra: Scottie Pippen e Horace Grant. Questi giocatori, relativamente poco conosciuti ma che si rivelarono stelle NBA, contribuirono alla fama di scopritore di talenti di Krause e al premio di dirigente dell'anno NBA nel 1988. In realtà, altre scelte fatte da Krause portarono ai Bulls giocatori che delusero le attese, tra questi ci furono  Nel 1989 Krause licenziò l'allenatore Doug Collins promuovendo Phil Jackson da assistente a capo allenatore. Altre decisioni furono prese da Krause in disaccordo con Michael Jordan e altri giocatori e crearono tensioni interne alla squadra. Tra queste ci furono la cessione di Charles Oakley ai New York Knicks in cambio di Bill Cartwright nel 1988 e la scelta al draft del 1990 di Toni Kukoč che arriverà a Chicago nel 1993.
I Bulls vinsero 3 titoli NBA consecutivi dal 1991 al 1993 prima del primo ritiro di Michael Jordan a cui seguì un grande rinnovamento nella squadra. Krause cercò di rimpiazzare Jordan con Pete Myers e Ron Harper ma nessuno dei due si dimostrò all'altezza del compito. Con il rientro di Jordan, alla fine della stagione 1995, e l'inserimento di alcuni nuovi giocatori, tra cui Dennis Rodman, la stagione 1996 si concluse per i Bulls con il record di vittorie in regular season e il titolo NBA e Krause fu eletto per la seconda volta dirigente dell'anno. La vittoria del titolo NBA fu ripetuta nel 1997 e nel 1998.
Nonostante i successi, i rapporti tra Krause e Phil Jackson diventarono sempre più tesi col passare del tempo. Un segno evidente fu che all'inizio della stagione 1997-98 Krause volle confermare il contratto di Jackson solo per un anno. Alla fine della stagione, l'ultima dell'era Jordan, la squadra venne smantellata. Oltre al ritiro di Jordan, altri giocatori lasciarono Chicago e Phil Jackson si ritirò dichiarando di abbandonare la carriera di allenatore anche se dopo un anno di pausa accettò l'offerta dei Los Angeles Lakers. Krause decise di rifondare la squadra puntando sui giovani cercando di creare una squadra di grandi atleti di talento. Tra i giocatori portati da lui a Chicago con questo scopo ci furono Jalen Rose, Jamal Crawford e Tyson Chandler. Nel 2003 però decide di dimettersi da general manager, ufficialmente per motivi di salute legati all'obesità.

## Palmarès

### General Manager
- Campionato NBA: 6

Chicago Bulls: 1991, 1992, 1993, 1996, 1997, 1998
- Dirigente dell'anno: 2

1988, 1996